# Bryum canaliculatum
Bryum canaliculatum là một loài Rêu trong họ Bryaceae. Loài này được (Müll. Hal. & Kindb.) Müll. Hal. mô tả khoa học đầu tiên năm 1900.